# Conchifera
Conchifera je podrazdeo razdela Mollusca. Njime su obuhvaćene sve klase mekušaca koje nose školjke, kao što su obične školjke, kljovaste školjke, amoniti i monoplakofori. Drugi podrazdeo je Aculifera. Nemonoplakoforni konhiferansi su se pojavili u okviru nekada rasprostranjene Monoplacophora. Jedini potomak koji je zadržao svoj predački oblik je Tryblidiida.
Ovaj taksonomski termin koriste uglavnom paleontolozi, a ne naučnici koji proučavaju mekušce.

## Klase
Klase unutrar Conchifera su:
- Monoplacophora
- Bivalvia
- Gastropoda
- Scaphopoda
- Cephalopoda
- Archinacelloidea†
- Rostroconchia†
- Helcionelloida†

## Spoljašnje veze
- BioLib info